# جایزه اسکار بهترین موسیقی فیلم

## نامزدهای چندگانه
| - ۹: آلفرد نیومن (۴۳) - ۵: جان ویلیامز (۴۴) - ۴: جانی گرین (۱۲) - ۴: آندره پروین (۱۱) - ۴: جان بری (۶) - ۴: آلن منکن (۵) - ۳: ماکس اشتاینر (۲۴) - ۳: ری هایندورف (۱۷) - ۳: موریس استولوف (۱۷) - ۳: میکلوش روژا (۱۶) - ۳: دیمیتری تیومکین (۱۴) - ۳: موریس ژار (۸) - ۳: کن داربی (۶) - ۳: راجر ایدنس (۶) - ۳: سال چاپلین (۵) - ۳: آدولف دویچ (۵) - ۲: فرانتس واکسمن (۱۱) - ۲: هنری مانچینی (۷) | - ۲: لنی هیتون (۶) - ۲: میشل لوگران (۶) - ۲: آروین کاستل (۵) - ۲: ماروین هملیش (۴) - ۲: لئونارد روزنمن (۴) - ۲: رالف برنز (۳) - ۲: هاوارد شور (۳) - ۲: گوستاوو سانتائولایا (۲) - ۱: جری گلدسمیت (۱۷) - ۱: ویکتور یانگ (۱۷) - ۱: هربرت استوتهارت (۱۱) - ۱: المر برنستاین (۱۰) - ۱: هانس زیمر (۱۰) - ۱: هوگو فریدهوفر (۹) - ۱: لایونل نیومن (۹) - ۱: جرجی استول (۹) - ۱: جیمز هورنر (۸) - ۱: الکساندر دسپلا (۸) - ۱: لی هارلاین (۷) | - 1: چارلز پره‌وین (۷) - ۱: پل اسمیت (۷) - ۱: انیو موریکونه (۶) او یک جایزه اسکار افتخاری نیز دریافت کرد. - ۱: دیو گروسین (۶) - ۱: لسلی بریکوس (۵) - ۱: ژرژ دلرو (۵) - ۱: ریچارد هیجمن (۵) - ۱: برنارد هرمن (۵) - ۱: نلسون ریدل (۵) - ۱: اولیور والاس (۵) - ۱: آرون کوپلند (۴) - 1: لئو فوربستاین (۴) - ۱: ریچارد ام. شرمن (۴) - ۱: رابرت بی. شرمن (۴) - ۱: لوئیس سیلورز (۴) - ۱: فرانک چرچیل (۳) - ۱: ارنست گلد (۳) - ۱: الیوت گلدنتال (۳) | - ۱: اریک ولفگانگ کورنگلد (۳) - ۱: برانیسلاو کاپر (۳) - ۱: داریو ماریانلی (۳) - ۱: ریچل پورتمن (۳) - ۱: استفان شوارتز (۳) - 1: هری ساکمن (۳) - ۱: گابریل یارد (۳) - ۱: جان ادیسون (۲) - ۱: لوئیس باکالوو (۲) - ۱: رابرت راسل بنت (۲) - 1: Jay Blackton (۲) - ۱: جان کوریلیانو (۲) - ۱: مایکل جاکینو (۲) - ۱: مایکل گور (۲) - ۱: دبلیو. فرانک هارلینگ (۲) - ۱: ای. آر. رحمان (۲) - ۱: هاینتس اریک رومهلد (۲) - 1: لئو شوکن (۲) |  |

The following composers have been nominated for a Best Original Score Oscar more than once but have yet to garner one. The number of nominations is listed in parentheses. These do not include nominations (or wins) in the Best Original Song category.
| فوت شده: - الکس نورث (۱۴) یک جایزه اسکار افتخاری دریافت کرد. - روی وب (۷) - ورنر جنسن (۶) - ادوارد وارد (۵) - فرانک اسکینر (۴) - فرنک د وال (4) - Louis Gruenberg (3) - ماروین هتلی (3) - ارنست توخ (3) - جک نیچه (۲) برنده ۱ جایزه اسکار بهترین ترانه شد. - ریچارد رابینز (۲) - ویکتور شرتزینگر (۲) - مردیت ویلسون (2) | در قید حیات: - توماس نیومن (۱۱) - رندی نیومن (۸) برنده ۲ جایزه اسکار بهترین ترانه شد. - جیمز نیوتن هاوارد (۶) - لالو شیفرین (۵) - دنی الفمن (۴) - جرج فنتون (۴) - فیلیپ گلس (۳) - آلبرتو ایگلسیاس (۳) - کوئینسی جونز (۳) برنده جایزه بشردوستانه ژان هرشولت، یک جایزه اسکار ویژه. - مارک شیمن (۳) - مارکو بلترامی (۲) - پاتریک دویل (۲) - دیوید هیرشفلدر (۲) |  |

## برندگان و نامزدها
The following is the list of nominated composers organized by year, and listing both films and composers. The years shown in the following list of winners are the production years, thus a reference to 1967 means the جایزه اسکار presented in 1968 for films released in 1967.
Note: From 1934-1937, the head of the music department (rather than the actual composer or composers, in most cases) received the nominations or award.
Note: From 1937-1945, any studio was guaranteed a nomination just by submitting a qualified entry.

## دهه ۱۹۳۰
- هفتمین دوره جوایز اسکار
  - MUSIC (Scoring): یک شب عشق – بخش موسیقی استودیوی کلمبیا، لوئیس سیلورز، رئیس بخش (Thematic موسیقی اثر ویکتور شرتزینگر و Gus Kahn)
    - طلاق گی RKO Radio بخش موسیقی استودیوی، ماکس اشتاینر، رئیس بخش (موسیقی فیلم اثر Kenneth Webb و ساموئل هافنشتاین)
    - The Lost Patrol – RKO Radio بخش موسیقی استودیوی، ماکس اشتاینر، رئیس بخش (موسیقی فیلم اثر ماکس اشتاینر)
- هشتمین دوره جوایز اسکار
  - MUSIC (Scoring): خبرچین – RKO Radio بخش موسیقی استودیوی، ماکس اشتاینر، رئیس بخش (موسیقی فیلم اثر ماکس اشتاینر)
    - (Write-in candidate) کاپیتان بلاد – Warner Bros. -First National بخش موسیقی استودیوی، لئو فوربستاین, رئیس بخش (موسیقی فیلم اثر اریک ولفگانگ کورنگلد)
    - شورش در بونتی – Metro-Goldwyn-Mayer بخش موسیقی استودیوی، Nat W. Finston, رئیس بخش (موسیقی فیلم اثر هربرت استوتهارت)
    - Peter Ibbetson – Paramount بخش موسیقی استودیوی، Irvin Talbot, رئیس بخش (موسیقی فیلم اثر ارنست توخ)
- نهمین دوره جوایز اسکار
  - MUSIC (Scoring): آنتونی ادورس – Warner Bros. بخش موسیقی استودیوی، لئو فوربستاین, رئیس بخش (موسیقی فیلم اثر اریک ولفگانگ کورنگلد)
    - The Charge of the Light Brigade – Warner Bros. بخش موسیقی استودیوی، لئو فوربستاین, رئیس بخش (موسیقی فیلم اثر ماکس اشتاینر)
    - The Garden of Allah – Selznick International Pictures Music Department, ماکس اشتاینر، رئیس بخش (موسیقی فیلم اثر ماکس اشتاینر)
    - ژنرال در سپیده دم درگذشت – Paramount بخش موسیقی استودیوی، بوریس موروس, رئیس بخش (موسیقی فیلم اثر ورنر جنسن)
    - Winterset – RKO Radio بخش موسیقی استودیوی، ناتانیل شیلکرت, رئیس بخش (موسیقی فیلم اثر ناتانیل شیلکرت)
- دهمین دوره جوایز اسکار
  - MUSIC (Scoring): یکصد مرد و یک دختر – Universal بخش موسیقی استودیوی، چارلز پره‌وین, رئیس بخش (no composer credit)
    - توفند – Samuel Goldwyn بخش موسیقی استودیوی، آلفرد نیومن، رئیس بخش (موسیقی فیلم اثر آلفرد نیومن)
    - در شیکاگوی قدیم – بخش موسیقی استودیوی فاکس قرن بیستم، لوئیس سیلورز، رئیس بخش (no composer credit)
    - زندگی امیل زولا – Warner Bros. بخش موسیقی استودیوی، لئو فوربستاین, رئیس بخش (موسیقی فیلم اثر ماکس اشتاینر)
    - افق گمشده – بخش موسیقی استودیوی کلمبیا، موریس استولوف، رئیس بخش (موسیقی فیلم اثر دیمیتری تیومکین)
    - Make a Wish – Principal Productions, هیوگو ریزنفلد، musical director (موسیقی فیلم اثر هیوگو ریزنفلد)
    - Maytime – Metro-Goldwyn-Mayer بخش موسیقی استودیوی، Nat W. Finston, رئیس بخش (موسیقی فیلم اثر هربرت استوتهارت)
    - Portia on Trial – Republic بخش موسیقی استودیوی، آلبرتو کولومبو, رئیس بخش (موسیقی فیلم اثر آلبرتو کولومبو)
    - The Prisoner of Zenda – Selznick International Pictures Music Department, آلفرد نیومن، musical director (موسیقی فیلم اثر آلفرد نیومن)
    - Quality Street – RKO Radio بخش موسیقی استودیوی، روی وب، musical director (موسیقی فیلم اثر روی وب)
    - سفیدبرفی و هفت کوتوله – بخش موسیقی استودیوی والت دیزنی، لی هارلاین، رئیس بخش (موسیقی فیلم اثر فرانک چرچیل، لی هارلاین و پل اسمیت)
    - Something to Sing About – بخش موسیقی استودیوی گرند نشنال، کنستانتین باکالینیکوف, musical director (موسیقی فیلم اثر ویکتور شرتزینگر)
    - Souls at Sea – Paramount بخش موسیقی استودیوی، بوریس موروس, رئیس بخش (موسیقی فیلم اثر دبلیو. فرانک هارلینگ و Milan Roder)
    - به‌سوی غرب – Hal Roach بخش موسیقی استودیوی، ماروین هتلی, رئیس بخش (موسیقی فیلم اثر ماروین هتلی)
- یازدهمین دوره جوایز اسکار
  - MUSIC (Original Score): ماجراهای رابین‌هود – اریک ولفگانگ کورنگلد
    - Army Girl – ویکتور یانگ
    - کله‌پوک‌ها – ماروین هتلی
    - Blockade – ورنر جنسن
    - Breaking the Ice – ویکتور یانگ
    - The Cowboy and the Lady – آلفرد نیومن
    - اگر پادشاه بودم – ریچارد هیجمن
    - ماری آنتوانت – هربرت استوتهارت
    - Pacific Liner – رابرت راسل بنت (early alternate billing for رابرت راسل بنت)
    - سوئز – لوئیس سیلورز
    - The Young in Heart – فرانتس واکسمن

  - MUSIC (Scoring): گروه رگتایم الکساندر – آلفرد نیومن
    - سبکبار و بی‌خیال – ویکتور باراوال
    - Girls' School – موریس استولوف و Gregory Stone
    - گلدوین فولیز – آلفرد نیومن
    - جزبل – ماکس اشتاینر
    - Mad About Music – چارلز پره‌وین و فرانک اسکینر
    - Storm Over Bengal – سای فوئر
    - Sweethearts – هربرت استوتهارت
    - There Goes My Heart – ماروین هتلی
    - Tropic Holiday – بوریس موروس
    - The Young in Heart – فرانتس واکسمن
- دوازدهمین دوره جوایز اسکار
  - MUSIC (Original Score): جادوگر شهر از – هربرت استوتهارت
    - پیروزی سیاه – ماکس اشتاینر
    - Eternally Yours – ورنر جنسن
    - مرد محبوب و موفق – ویکتور یانگ
    - بر باد رفته – ماکس اشتاینر
    - سفرهای گالیور – ویکتور یانگ
    - مردی با نقاب آهنین – Lud Gluskin, Lucien Moraweck
    - Man of Conquest – ویکتور یانگ
    - Nurse Edith Cavell – Anthony Collins
    - موش‌ها و آدم‌ها – آرون کوپلند
    - فصل باران آمد – آلفرد نیومن
    - بلندی‌های بادگیر – آلفرد نیومن
    - گوژپشت نتردام – آلفرد نیومن

  - MUSIC (Scoring): دلیجان – ریچارد هیجمن، دبلیو. فرانک هارلینگ، جان لایپولد، لئو شوکن
    - ویکتور هربرت بزرگ – Phil Boutelje و آرتور لنگ
    - موش‌ها و آدم‌ها – آرون کوپلند
    - بی‌تجربه‌ها – راجر ایدنس و جرجی استول
    - She Married a Cop – سای فوئر
    - Intermezzo – Lou Forbes
    - زندگی خصوصی الیزابت و اسکس – اریک ولفگانگ کورنگلد
    - گوژپشت نتردام – آلفرد نیومن
    - They Shall Have Music – آلفرد نیومن
    - First Love – چارلز پره‌وین
    - Swanee River – لوئیس سیلورز
    - آقای اسمیت به واشنگتن می‌رود – دیمیتری تیومکین
    - Way Down South – ویکتور یانگ

## دهه ۱۹۴۰
- سیزدهمین دوره جوایز اسکار
  - MUSIC (Original Score): پینوکیو – لی هارلاین و پل اسمیت، ;آهنگسازان ند واشینگتن، ترانه‌سرا
    - آریزونا – ویکتور یانگ
    - The Dark Command – ویکتور یانگ
    - The Fight for Life – Louis Gruenberg
    - دیکتاتور بزرگ – مردیت ویلسون
    - خانه هفت شیروانی – فرانک اسکینر
    - The Howards of Virginia – ریچارد هیجمن
    - نامه – ماکس اشتاینر
    - سفر دریایی طولانی به خانه – ریچارد هیجمن
    - The Mark of Zorro – آلفرد نیومن
    - همسر دلخواه من – روی وب
    - North West Mounted Police – ویکتور یانگ
    - One Million B.C. – ورنر ار. هیمان
    - شهر ما – آرون کوپلند
    - ربه‌کا – فرانتس واکسمن
    - دزد بغداد – میکلوش روژا
    - Waterloo Bridge – هربرت استوتهارت

  - MUSIC (Scoring): Tin Pan Alley – آلفرد نیومن
    - Arise, My Love – ویکتور یانگ
    - Hit Parade of 1941 – سای فوئر
    - Irene – Anthony Collins
    - شهر ما – آرون کوپلند
    - The Sea Hawk – اریک ولفگانگ کورنگلد
    - Second Chorus – آرتی شاو
    - Spring Parade – چارلز پره‌وین
    - Strike Up the Band – راجر ایدنس، جرجی استول
- چهاردهمین دوره جوایز اسکار
  - MUSIC (Score of a Dramatic Picture): شیطان و دنیل وبستر – برنارد هرمن
    - Back Street – فرانک اسکینر
    - توپ آتش – آلفرد نیومن
    - Cheers for Miss Bishop – ادوارد وارد
    - همشهری کین – برنارد هرمن
    - دکتر جکیل و آقای هاید – فرانتس واکسمن
    - جلوی سحر را بگیرید – ویکتور یانگ
    - دره من چه سرسبز بود – آلفرد نیومن
    - پادشاه زامبی‌ها – ادوارد جی. کی
    - خانم‌های بازنشسته – موریس استولوف، ارنست توخ
    - روباه‌های کوچک – مردیت ویلسون
    - لیدیه – میکلوش روژا
    - Mercy Island – سای فوئر, والتر شارف
    - گروهبان یورک – ماکس اشتاینر
    - So Ends Our Night – Louis Gruenberg
    - Sundown – میکلوش روژا
    - سوءظن – فرانتس واکسمن
    - Tanks a Million – ادوارد وارد
    - That Uncertain Feeling – ورنر ار. هیمان
    - This Woman Is Mine – ریچارد هیجمن

  - MUSIC (Scoring of a Musical Picture): دامبو – فرانک چرچیل، اولیور والاس
    - All-American Co-Ed – ادوارد وارد
    - Birth of the Blues – رابرت ئی. دولان
    - Buck Privates – چارلز پره‌وین
    - The Chocolate Soldier – هربرت استوتهارت، برانیسلاو کاپر
    - Ice-Capades – سای فوئر
    - زنی با موهای شرابی بلوند – هاینتس اریک رومهلد
    - Sun Valley Serenade – امیل نیومن
    - سانی – Anthony Collins
    - تو هیچوقت ثروتمند نخواهی شد – موریس استولوف
- پانزدهمین دوره جوایز اسکار
  - MUSIC (Score of a Dramatic or Comedy Picture): اکنون، ای مسافر – ماکس اشتاینر
    - شب‌های عربی – فرانک اسکینر
    - بامبی – فرانک چرچیل (فهرست نامزدان و برندگان جایزه اسکار پس از مرگ), ادوارد اچ. پلامب
    - قوی سیاه (فیلم ۱۹۴۲) – آلفرد نیومن
    - The Corsican Brothers – دیمیتری تیومکین
    - ببرهای پرنده – ویکتور یانگ
    - جویندگان طلا – Max Terr
    - I Married a Witch – روی وب
    - Joan of Paris – روی وب
    - کتاب جنگل – میکلوش روژا
    - Klondike Fury – ادوارد جی. کی
    - غرور یانکی‌ها – لی هارلاین
    - برداشت محصول تصادفی – هربرت استوتهارت
    - ژست شانگهای – ریچارد هیجمن
    - Silver Queen – ویکتور یانگ
    - Take a Letter, Darling – ویکتور یانگ
    - شهره شهر – فردریک هالندر، موریس استولوف
    - To Be or Not to Be – ورنر ار. هیمان

  - MUSIC (Scoring of a Musical Picture): احمق آمریکایی خوش‌تیپ – ری هایندورف، هاینتس اریک رومهلد
    - Flying with Music – ادوارد وارد
    - For Me and My Gal – راجر ایدنس، جرجی استول
    - مسافرخانه تعطیلات – رابرت ئی. دولان
    - It Started with Eve – هانس جی. سالتر، چارلز پره‌وین
    - Johnny Doughboy – والتر شارف
    - My Gal Sal – آلفرد نیومن
    - هیچوقت دوست داشتنی تر نبودی – لی هارلاین
- شانزدهمین دوره جوایز اسکار
  - MUSIC (Score of a Dramatic or Comedy Picture): آوای برنادت – آلفرد نیومن
    - The Amazing Mrs. Holliday – فرانک اسکینر، هانس جی. سالتر
    - کازابلانکا – ماکس اشتاینر
    - Commandos Strike at Dawn – موریس استولوف، Louis Gruenberg
    - The Fallen Sparrow – روی وب، کنستانتین باکالینیکوف
    - زنگ‌ها برای که به صدا در می‌آیند – ویکتور یانگ
    - جلادان هم می‌میرند – هانس آیسلر
    - Hi Diddle Diddle – Phil Boutelje
    - در اکلاهمای سابق – والتر شارف
    - Johnny Come Lately – لی هارلاین
    - The Kansan – جرارد کاربونارا
    - Lady of Burlesque – آرتور لنگ
    - مادام کوری – هربرت استوتهارت
    - ماه و شش پشیز – دیمیتری تیومکین
    - ستاره قطبی – آرون کوپلند
    - Victory Through Air Power – ادوارد اچ. پلامب، پل اسمیت، اولیور والاس

  - MUSIC (Scoring of a Musical Picture): This Is the Army – ری هایندورف
    - Coney Island – آلفرد نیومن
    - Hit Parade of 1943 – والتر شارف
    - شبح اپرا – ادوارد وارد
    - سلام برادران – Charles Wolcott, ادوارد اچ. پلامب، پل اسمیت
    - The Sky's the Limit – لی هارلاین
    - Something to Shout About – موریس استولوف
    - Stage Door Canteen – Frederic E. Rich
    - Star Spangled Rhythm – رابرت ئی. دولان
    - Thousands Cheer – هربرت استوتهارت
- هفدهمین دوره جوایز اسکار
  - MUSIC (Score of a Dramatic or Comedy Picture): از وقتی تو رفتی – ماکس اشتاینر
    - نشانی ناشناخته – موریس استولوف، ارنست توخ
    - The Adventures of Mark Twain – ماکس اشتاینر
    - پل سن لوئیس ری – دیمیتری تیومکین
    - Casanova Brown – آرتور لنگ
    - Christmas Holiday – هانس جی. سالتر
    - غرامت مضاعف – میکلوش روژا
    - The Fighting Seabees – والتر شارف, روی وب
    - گوریل پشمالو – Edward Paul, میشل میشله
    - It Happened Tomorrow – روبرت اشتولتس
    - جک لندن – Frederic Efrem Rich
    - Kismet – هربرت استوتهارت
    - None but the Lonely Heart – هانس آیسلر، کنستانتین باکالینیکوف
    - The Princess and the Pirate – David Rose
    - توفان تابستانی – کارل هایوش
    - Three Russian Girls – دبلیو. فرانک هارلینگ
    - Up in Mabel's Room – Edward Paul
    - Voice in the Wind – میشل میشله
    - ویلسون – آلفرد نیومن
    - زن شهر – میکلوش روژا

  - MUSIC (Scoring of a Musical Picture): دختر مدل – موریس استولوف، کارمن دراگن
    - برزیل – والتر شارف
    - Higher and Higher – کنستانتین باکالینیکوف
    - ناهارخوری هالیوود – ری هایندورف
    - Irish Eyes Are Smiling – آلفرد نیومن
    - Knickerbocker Holiday – ورنر ار. هیمان, کورت وایل
    - بانویی در تاریکی – رابرت ئی. دولان
    - Lady, Let's Dance – ادوارد جی. کی
    - مرا در سن لویی ملاقات کن – جرجی استول
    - The Merry Monahans – هانس جی. سالتر
    - Minstrel Man – فردی گروفی, Leo Erdody
    - Sensations of 1945 –  Mahlon Merrick
    - Song of the Open Road – چارلز پره‌وین
    - Up in Arms – ری هایندورف، Louis Forbes
- هجدهمین دوره جوایز اسکار
  - MUSIC (Score of a Dramatic or Comedy Picture): طلسم‌شده – میکلوش روژا
    - زنگ‌های کلیسای مریم مقدس – رابرت ئی. دولان
    - Brewster's Millions – Lou Forbes
    - Captain Kidd – ورنر جنسن
    - The Enchanted Cottage – روی وب
    - Flame of Barbary Coast – Morton Scott, R. Dale Butts
    - G. I. Honeymoon – ادوارد جی. کی
    - سرگذشت سرباز جو – لوئیز اپل‌بام، Ann Ronell
    - Guest in the House – ورنر جنسن
    - همسر (فیلم ۱۹۴۵) – دنیل آمفی‌تئاتروف
    - The Keys of the Kingdom – آلفرد نیومن
    - تعطیلی ازدست‌رفته – میکلوش روژا
    - نامه‌های عاشقانه – ویکتور یانگ
    - The Man Who Walked Alone – کارل هایوش
    - Objective, Burma! – فرانتس واکسمن
    - Paris Underground – الکساندر تانسمان
    - ترانه‌ای برای یادآوری – میکلوش روژا، موریس استولوف
    - جنوبی – ورنر جنسن
    - This Love of Ours – هانس جی. سالتر
    - دره تصمیم – هربرت استوتهارت
    - بانویی پشت پنجره – آرتور لنگ, هوگو فریدهوفر

  - MUSIC (Scoring of a Musical Picture): لنگرها را بکشید – جرجی استول
    - Belle of the Yukon – آرتور لنگ
    - Can't Help Singing – جروم کرن (نامزدی پس از مرگ), هانس جی. سالتر
    - Hitchhike to Happiness – Morton Scott
    - Incendiary Blonde – رابرت ئی. دولان
    - راپسودی در بلو – ری هایندورف، ماکس اشتاینر
    - State Fair – آلفرد نیومن، Charles Henderson
    - Sunbonnet Sue – ادوارد جی. کی
    - سه کابالرو – Charles Wolcott, ادوارد اچ. پلامب، پل اسمیت
    - Tonight and Every Night – Marlin Skiles, موریس استولوف
    - Why Girls Leave Home – Walter Greene
    - Wonder Man – ری هایندورف، Lou Forbes
- نوزدهمین دوره جوایز اسکار
  - MUSIC (Score of a Dramatic or Comedy Picture): بهترین سال‌های زندگی ما – هوگو فریدهوفر
    - Anna and the King of Siam – برنارد هرمن
    - هنری پنجم – ویلیام والتون
    - Humoresque – فرانتس واکسمن
    - آدمکش‌ها – میکلوش روژا

  - MUSIC (Scoring of a Musical Picture): داستان جولسون – موریس استولوف
    - آسمان‌های آبی – رابرت ئی. دولان
    - Centennial Summer – آلفرد نیومن
    - The Harvey Girls – لنی هیتون
    - شب و روز – ری هایندورف، ماکس اشتاینر
- بیستمین دوره جوایز اسکار
  - MUSIC (Score of a Dramatic or Comedy Picture): مرد دوچهره – میکلوش روژا
    - زن اسقف – هوگو فریدهوفر
    - Captain from Castile – آلفرد نیومن
    - همیشه آمبر – دیوید راکسین
    - زندگی با پدر – ماکس اشتاینر

  - MUSIC (Scoring of a Musical Picture): Mother Wore Tights – آلفرد نیومن
    - Fiesta – جانی گرین
    - My Wild Irish Rose – ری هایندورف، ماکس اشتاینر
    - Road to Rio – رابرت ئی. دولان
    - ترانه جنوب – دنیل آمفی‌تئاتروف، پل اسمیت، Charles Wolcott
- بیست و یکمین دوره جوایز اسکار
  - MUSIC (Score of a Dramatic or Comedy Picture): کفش‌های قرمز – برایان ایسدیل
    - هملت – ویلیام والتون
    - ژاندارک – هوگو فریدهوفر
    - جانی بلیندا – ماکس اشتاینر
    - گودال مار – آلفرد نیومن

  - MUSIC (Scoring of a Musical Picture): رژه عید پاک (فیلم) – جانی گرین، راجر ایدنس
    - The Emperor Waltz – ویکتور یانگ
    - دزدان دریایی – لنی هیتون
    - Romance on the High Seas – ری هایندورف
    - وقتی عزیزم به من لبخند می‌زند (فیلم) – آلفرد نیومن
- بیست و دومین دوره جوایز اسکار
  - MUSIC (Score of a Dramatic or Comedy Picture): وارثه – آرون کوپلند
    - Beyond the Forest – ماکس اشتاینر
    - قهرمان – دیمیتری تیومکین

  - MUSIC (Scoring of a Musical Picture): در جستجوی تفریحات شهری – راجر ایدنس، لنی هیتون
    - Jolson Sings Again – موریس استولوف، جورج دانینگ
    - جستجو (۱۹۴۹ فیلم) – ری هایندورف

## دهه ۱۹۵۰
- بیست و سومین دوره جوایز اسکار
  - MUSIC (Score of a Dramatic or Comedy Picture): سان‌ست بلوار – فرانتس واکسمن
    - همه‌چیز درباره ایو – آلفرد نیومن
    - مشعل و کمان – ماکس اشتاینر
    - آواز غمگین برای من نخوان – جورج دانینگ
    - سامسون و دلیله – ویکتور یانگ

  - MUSIC (Scoring of a Musical Picture): Annie Get Your Gun – آدولف دویچ، راجر ایدنس
    - سیندرلا – اولیور والاس، پل اسمیت
    - I'll Get By – لایونل نیومن
    - Three Little Words – آندره پروین
    - The West Point Story – ری هایندورف
- بیست و چهارمین دوره جوایز اسکار
  - MUSIC (Score of a Dramatic or Comedy Picture): مکانی در آفتاب – فرانتس واکسمن
    - دیوید و بث‌شبع – آلفرد نیومن
    - مرگ فروشنده – الکس نورث
    - کجا می‌روی – میکلوش روژا
    - اتوبوسی به نام هوس – الکس نورث

  - MUSIC (Scoring of a Musical Picture): یک آمریکایی در پاریس – جانی گرین، سال چاپلین
    - آلیس در سرزمین عجایب – اولیور والاس
    - کاراسوی بزرگ – Peter Herman Adler, جانی گرین
    - On the Riviera – آلفرد نیومن
    - قایق نمایشی – آدولف دویچ، کانرد سالینجر
- بیست و پنجمین دوره جوایز اسکار
  - MUSIC (Score of a Dramatic or Comedy Picture): نیمروز – دیمیتری تیومکین
    - آیوانهو – میکلوش روژا
    - The Miracle of Our Lady of Fatima – ماکس اشتاینر
    - دزدی – هرشل برک گیلبرت
    - زنده‌باد زاپاتا! – الکس نورث

  - MUSIC (Scoring of a Musical Picture): با یک ترانه در قلب من – آلفرد نیومن
    - هانس کریستین اندرسن – والتر شارف
    - خواننده جاز – ری هایندورف، ماکس اشتاینر
    - The Medium – جان کارلو منوتی
    - آواز در باران – لنی هیتون
- بیست و ششمین دوره جوایز اسکار
  - MUSIC (Score of a Dramatic or Comedy Picture): لیلی – برانیسلاو کاپر
    - Above and Beyond – هوگو فریدهوفر
    - از اینجا تا ابدیت – موریس استولوف، جورج دانینگ
    - ژولیوس سزار – میکلوش روژا
    - این سینه‌راما است – Louis Forbes

  - MUSIC (Scoring of a Musical Picture): Call Me Madam – آلفرد نیومن
    - واگن دسته موزیک – آدولف دویچ
    - Calamity Jane – ری هایندورف
    - The 5,000 Fingers of Dr. T – فردریک هالندر، موریس استولوف
    - Kiss Me Kate – آندره پروین، سال چاپلین
- بیست و هفتمین دوره جوایز اسکار
  - MUSIC (Score of a Dramatic or Comedy Picture): متکبرها – دیمیتری تیومکین
    - شورش کین – ماکس اشتاینر
    - Genevieve – لری ادلر (Front: Muir Mathieson)
    - در بارانداز – لئونارد برنستاین
    - The Silver Chalice – فرانتس واکسمن

  - MUSIC (Scoring of a Musical Picture): هفت عروس برای هفت برادر – آدولف دویچ، سال چاپلین
    - Carmen Jones – هرشل برک گیلبرت
    - داستان گلن میلر – Joseph Gershenson, هنری مانچینی
    - ستاره‌ای متولد شده است – ری هایندورف
    - هیچ شغلی مثل نمایش نیست – آلفرد نیومن، لایونل نیومن
- بیست و هشتمین دوره جوایز اسکار
  - MUSIC (Score of a Dramatic or Comedy Picture): عشق چیز باشکوهی است – آلفرد نیومن
    - Battle Cry – ماکس اشتاینر
    - مرد بازو طلایی – المر برنستاین
    - پیک‌نیک – جورج دانینگ
    - خالکوبی رز – الکس نورث

  - MUSIC (Scoring of a Musical Picture): اکلاهما! – رابرت راسل بنت، Jay Blackton, آدولف دویچ
    - بابا لنگ‌دراز – آلفرد نیومن
    - مردها و عروسک‌ها – Jay Blackton, سیریل جی. ماکریج
    - هوا همیشه مناسب است – آندره پروین
    - دوستم داشته باش یا ترکم کن – پرسی فیث, جرجی استول
- بیست و نهمین دوره جوایز اسکار
  - MUSIC (Score of a Dramatic or Comedy Picture): دور دنیا در هشتاد روز – ویکتور یانگ (فهرست نامزدان و برندگان جایزه اسکار پس از مرگ)
    - آناستازیا – آلفرد نیومن
    - Between Heaven and Hell – هوگو فریدهوفر
    - غول – دیمیتری تیومکین
    - دلال بیمه (فیلم ۱۹۵۶) – الکس نورث

  - MUSIC (Scoring of a Musical Picture): پادشاه و من – آلفرد نیومن، کن داربی
    - The Best Things in Life Are Free – لایونل نیومن
    - سرگذشت ادی دوچین – موریس استولوف، جورج دانینگ
    - High Society – جانی گرین، سال چاپلین
    - Meet Me in Las Vegas – جرجی استول، جانی گرین
- سی‌امین دوره جوایز اسکار
  - MUSIC (Score): پل رودخانه کوای – مالکوم آرنولد
    - عشقبازی به یادماندنی – هوگو فریدهوفر
    - Boy on a Dolphin – هوگو فریدهوفر
    - Perri – پل اسمیت
    - شهرستان رینتری – جانی گرین
- سی و یکمین دوره جوایز اسکار
  - MUSIC (Score of a Dramatic or Comedy Picture): پیرمرد و دریا – دیمیتری تیومکین
    - کشور بزرگ – جروم موروس
    - میزهای تک‌نفره – دیوید راکسین
    - White Wilderness – اولیور والاس
    - شیرهای جوان – هوگو فریدهوفر

  - MUSIC (Scoring of a Musical Picture): ژی‌ژی – آندره پروین
    - تالار بولشوی – Yuri Faier, Gennady Rozhdestvensky
    - Damn Yankees – ری هایندورف
    - ماردی گرا – لایونل نیومن
    - South Pacific – آلفرد نیومن، کن داربی
- سی و دومین دوره جوایز اسکار
  - MUSIC (Score of a Dramatic or Comedy Picture): بن هور – میکلوش روژا
    - خاطرات آنه فرانک – آلفرد نیومن
    - داستان راهبه – فرانتس واکسمن
    - در ساحل (فیلم ۱۹۵۹) – ارنست گلد
    - صحبت‌های بالشی – فرنک د وال

  - MUSIC (Scoring of a Musical Picture): پورگی و بس – آندره پروین، کن داربی
    - The Five Pennies – لیت استیونز
    - Li'l Abner – نلسون ریدل، جوزف جی. لیلی
    - Say One for Me – لایونل نیومن
    - زیبای خفته – جرج برانس

## دهه ۱۹۶۰
- سی و سومین دوره جوایز اسکار
  - MUSIC (Score of a Dramatic or Comedy Picture): خروج – ارنست گلد
    - آلامو – دیمیتری تیومکین
    - المر گنتری – آندره پروین
    - هفت دلاور – المر برنستاین
    - اسپارتاکوس – الکس نورث

  - MUSIC (Scoring of a Musical Picture): ترانه بی‌پایان – موریس استولوف، هری ساکمن
    - Bells Are Ringing – آندره پروین
    - کن کن – نلسون ریدل
    - بیا عشق بورزیم – لایونل نیومن، ارل هیگن
    - پپه (ابهام‌زدایی) – جانی گرین
- سی و چهارمین دوره جوایز اسکار
  - MUSIC (Score of a Dramatic or Comedy Picture): صبحانه در تیفانی – هنری مانچینی
    - ال سید – میکلوش روژا
    - فانی – موریس استولوف، هری ساکمن
    - توپ‌های ناوارون – دیمیتری تیومکین
    - تابستان و دود – المر برنستاین

  - MUSIC (Scoring of a Musical Picture): داستان وست ساید – سال چاپلین، جانی گرین، سید رمین, آروین کاستل
    - Babes in Toyland – جرج برانس
    - Flower Drum Song – آلفرد نیومن، کن داربی
    - Khovanshchina – دمیتری شوستاکوویچ
    - بلوز پاریس – دوک الینگتون
- سی و پنجمین دوره جوایز اسکار
  - MUSIC (Substantially Original Score): لورنس عربستان – موریس ژار
    - فروید: عشق مخفی – جری گلدسمیت
    - شورش در کشتی بونتی – برانیسلاو کاپر
    - تاراس بولبا – فرانتس واکسمن
    - کشتن مرغ مقلد – المر برنستاین

  - MUSIC (Scoring of Music-adaptation or treatment): مرد موسیقی – ری هایندورف
    - Billy Rose's Jumbo – جرجی استول
    - Gigot – Michel Magne
    - Gypsy – Frank Perkins
    - The Wonderful World of the Brothers Grimm – لی هارلاین
- سی و ششمین دوره جوایز اسکار
  - MUSIC (Substantially Original Score): تام جونز – جان ادیسون
    - کلئوپاترا – الکس نورث
    - ۵۵ روز در پکن – دیمیتری تیومکین
    - چگونه غرب تسخیر شد – آلفرد نیومن، کن داربی
    - دنیای دیوانه، دیوانه، دیوانه، دیوانه – ارنست گلد

  - MUSIC (Scoring of Music-adaptation or treatment): ایرما خوشگله – آندره پروین
    - Bye Bye Birdie – جانی گرین
    - نوع جدید عشق – لیت استیونز
    - یکشنبه‌ها و سیبل – موریس ژار
    - شمشیر در سنگ – جرج برانس
- سی و هفتمین دوره جوایز اسکار
  - MUSIC (Substantially Original Score): مری پاپینز – ریچارد ام. شرمن، رابرت بی. شرمن
    - بکت – لورنس روزنتال
    - سقوط امپراتوری روم – دیمیتری تیومکین
    - هیس... هیس، شارلوت عزیز – فرنک د وال
    - پلنگ صورتی – هنری مانچینی

  - MUSIC (Scoring of Music-adaptation or treatment): بانوی زیبای من – آندره پروین
    - شب‌زنده‌داری با بزن و بکوب – جرج مارتین
    - مری پاپینز – آروین کاستل
    - Robin and the 7 Hoods – نلسون ریدل
    - The Unsinkable Molly Brown – Robert Armbruster, لئو آرنود, جک الیوت, Jack Hayes, Calvin Jackson, لئو شوکن
- سی و هشتمین دوره جوایز اسکار
  - MUSIC (Substantially Original Score): دکتر ژیواگو – موریس ژار
    - رنج و سرمستی (فیلم ۱۹۶۵) – الکس نورث
    - بزرگترین داستان عالم – آلفرد نیومن
    - تکه‌ای آبی – جری گلدسمیت
    - چترهای شربورگ – میشل لوگران، ژاک دمی

  - MUSIC (Scoring of Music-adaptation or treatment): اشک‌ها و لبخندها – آروین کاستل
    - کت بالو – DeVol
    - The Pleasure Seekers – لایونل نیومن، الکساندر کارج
    - هزاران دلقک – Don Walker
    - چترهای شربورگ – میشل لوگران
- سی و نهمین دوره جوایز اسکار
  - MUSIC (Original Music Score): آزاد زاده شو – جان بری
    - کتاب مقدس – توشیرو مایوزومی
    - هاوایی – المر برنستاین
    - دانه‌های شن – جری گلدسمیت
    - چه کسی از ویرجینیا وولف می‌ترسد؟ – الکس نورث

  - MUSIC (Scoring of Music-adaptation or treatment): A Funny Thing Happened on the Way to the Forum – کن تورن
    - انجیل به روایت متی – لوئیس باکالوو
    - Return of the Seven – المر برنستاین
    - The Singing Nun – هری ساکمن
    - Stop the World - I Want to Get Off – Al Ham
- چهلمین دوره جوایز اسکار
  - MUSIC (Original Music Score): میلی کاملاً مدرن – المر برنستاین
    - لوک خوش‌دست – لالو شیفرین
    - دکتر دولیتل – لسلی بریکوس
    - دور از اجتماع خشمگین – ریچارد رادنی بنت
    - در کمال خونسردی – کوئینسی جونز

  - MUSIC (Scoring of Music-adaptation or treatment): کملوت – آلفرد نیومن، کن داربی
    - دکتر دولیتل – لایونل نیومن، الکساندر کارج
    - حدس بزن چه‌کسی برای شام می‌آید – DeVol
    - میلی کاملاً مدرن – آندره پروین، Joseph Gershenson
    - آرام‌بخش – جان ویلیامز
- چهل و یکمین دوره جوایز اسکار
  - MUSIC (Original Score for a Motion Picture (not a Musical)): شیر در زمستان – جان بری
    - روباه – لالو شیفرین
    - سیاره میمون‌ها – جری گلدسمیت
    - کفش‌های ماهیگیر – الکس نورث
    - حادثه توماس کراون (فیلم ۱۹۶۸) – میشل لوگران

  - MUSIC (Score of a Musical Picture-original or adaptation): الیور! – Adaptation موسیقی فیلم اثر جانی گرین
    - Finian's Rainbow – Adaptation موسیقی فیلم اثر ری هایندورف
    - دختر شوخ – Adaptation موسیقی فیلم اثر والتر شارف
    - ستاره! (فیلم) – Adaptation موسیقی فیلم اثر لنی هیتون
    - دختران جوان روشفور – Music and adaptation موسیقی فیلم اثر میشل لوگران; lyrics by ژاک دمی
- چهل و دومین دوره جوایز اسکار
  - MUSIC (Original Score for a Motion Picture (not a Musical)): بوچ کسیدی و ساندنس کید – برت بکراک
    - یک هزار روز از آن – ژرژ دلرو
    - The Reivers – جان ویلیامز
    - راز سانتا ویتوریا – ارنست گلد
    - این گروه خشن – جری فیلدینگ

  - MUSIC (Score of a Musical Picture-original or adaptation): سلام، دالی! – Adaptation موسیقی فیلم اثر لنی هیتون و لایونل نیومن
    - خداحافظ، آقای چپیس – Music and lyrics by لسلی بریکوس; adaptation موسیقی فیلم اثر جان ویلیامز
    - واگنت را رنگ کن – Adaptation موسیقی فیلم اثر نلسون ریدل
    - سوئیت چریتی – Adaptation موسیقی فیلم اثر سی کولمن
    - مگر آنها اسب‌ها را خلاص نمی‌کنند؟ – Adaptation موسیقی فیلم اثر جانی گرین و Albert Woodbury

## دهه ۱۹۷۰
- چهل و سومین دوره جوایز اسکار
  - Original Score: داستان عشق – فرانسیس له
    - فرودگاه – آلفرد نیومن (فهرست نامزدان و برندگان جایزه اسکار پس از مرگ)
    - کرامول – فرانک کردل
    - پاتون – جری گلدسمیت
    - گل‌آفتاب‌گردان – هنری مانچینی

  - Original Song Score: بگذار باشد – بیتلز (جان لنون، پل مک‌کارتنی، جرج هریسون و رینگو استار)
    - The Baby Maker – موسیقی اثر فرد کارلین; lyrics by Tylwyth Kymry
    - A Boy Named Charlie Brown – موسیقی اثر Rod McKuen, John Scott Trotter; lyrics by Rod McKuen, بیل ملندز; Al Shean; adaptation موسیقی فیلم اثر Vince Guaraldi
    - لیلی عزیز – موسیقی اثر هنری مانچینی; lyrics by جانی مرسر
    - اسکروچ – music and lyrics by لسلی بریکوس; arranged/adapted by ایان فریزر و Herbert W. Spencer
- چهل و چهارمین دوره جوایز اسکار
  - Original Dramatic Score: تابستان ۴۲ – میشل لوگران
    - ماری، ملکه اسکاتلند – جان بری
    - نیکلاس و الکساندرا – ریچارد رادنی بنت
    - ستون – آیزاک هیز
    - سگ‌های پوشالی – جری فیلدینگ

  - Original Song Score and Adaptation: ویولون‌زن روی بام – Adaptation موسیقی فیلم اثر جان ویلیامز
    - تختخواب سحرآمیز – Song موسیقی فیلم اثر ریچارد ام. شرمن، رابرت بی. شرمن; Adaptation موسیقی فیلم اثر آروین کاستل
    - The Boy Friend – Adaptation موسیقی فیلم اثر پیتر مکسول دیویس, Peter Greenwell
    - پیوتر ایلیچ چایکوفسکی – Adaptation موسیقی فیلم اثر دیمیتری تیومکین
    - ویلی وانکا و کارخانه شکلات‌سازی – Song موسیقی فیلم اثر لسلی بریکوس، آنتونی نیولی; Adaptation موسیقی فیلم اثر والتر شارف
- چهل و پنجمین دوره جوایز اسکار
  - Original Dramatic Score: روشنی‌های صحنه – چارلی چاپلین، ریموند راش (فهرست نامزدان و برندگان جایزه اسکار پس از مرگ), لری راسل (فهرست نامزدان و برندگان جایزه اسکار پس از مرگ) (Note: This film was originally screened in 1952, but it was not shown in Los Angeles until 1972, at which point it become eligible for this nomination)
    - پدرخوانده – نینو روتا (Note: This nomination was withdrawn when it was found that Rota had used music from an earlier score, and the nominations was replaced by that of کارآگاه)
    - تصاویر – جان ویلیامز
    - ناپلئون و سمنتا – Buddy Baker
    - ماجرای پوزیدون – جان ویلیامز
    - کارآگاه – جان ادیسون

  - Original Song Score and Adaptation: کاباره – Adaptation موسیقی فیلم اثر رالف برنز
    - بانو بلوز می‌خواند – Adaptation موسیقی فیلم اثر Gil Askey
    - Man of La Mancha – Adaptation موسیقی فیلم اثر لورنس روزنتال
- چهل و ششمین دوره جوایز اسکار
  - Original Dramatic Score: آنطور که بودیم – ماروین هملیش
    - آزادی سیندرلا – جان ویلیامز
    - The Day of the Dolphin – ژرژ دلرو
    - پاپیون – جری گلدسمیت
    - لمسی از عزت – جان کامرون

  - Original Song Score and Adaptation: نیش – Adaptation موسیقی فیلم اثر ماروین هملیش
    - عیسی مسیح سوپراستار (فیلم) – Adaptation موسیقی فیلم اثر آندره پروین، Herbert W. Spencer و اندرو لوید وبر
    - تام سایر – Song موسیقی فیلم اثر ریچارد ام. شرمن و رابرت بی. شرمن; Adaptation موسیقی فیلم اثر جان ویلیامز
- چهل و هفتمین دوره جوایز اسکار
  - Original Dramatic Score: پدرخوانده: قسمت دوم – نینو روتا، کارمینه کوپولا
    - محله چینی‌ها – جری گلدسمیت
    - قتل در قطار سریع‌السیر شرق – ریچارد رادنی بنت
    - Shanks – الکس نورث
    - آسمانخراش جهنمی – جان ویلیامز

  - Original Song Score and Adaptation: گتسبی بزرگ – Adaptation موسیقی فیلم اثر نلسون ریدل
    - شازده کوچولو – Song موسیقی فیلم اثر آلن جی لرنر و فردریک لاو; Adaptation موسیقی فیلم اثر Angela Morley و Douglas Gamley
    - شبح بهشت – Song موسیقی فیلم اثر پال ویلیامز; Adaptation موسیقی فیلم اثر پال ویلیامز و George Aliceson Tipton
- چهل و هشتمین دوره جوایز اسکار
  - Original Dramatic Score: آرواره‌ها – جان ویلیامز
    - Birds Do It, Bees Do It – جرالد فراید
    - خم به ابرو نیاور – الکس نورث
    - دیوانه از قفس پرید – جک نیچه
    - باد و شیر – جری گلدسمیت

  - Original Song Score and Adaptation: بری لیندون – Adaptation موسیقی فیلم اثر لئونارد روزنمن
    - بانوی مسخره – Adaptation موسیقی فیلم اثر پیتر متز
    - تامی – Adaptation موسیقی فیلم اثر پیت تاونزند
- چهل و نهمین دوره جوایز اسکار
  - Original Score: طالع نحس – جری گلدسمیت
    - Obsession – برنارد هرمن (فهرست نامزدان و برندگان جایزه اسکار پس از مرگ)
    - جوسی ولز یاغی – جری فیلدینگ
    - راننده تاکسی – برنارد هرمن (فهرست نامزدان و برندگان جایزه اسکار پس از مرگ)
    - سفر نفرین‌شده – لالو شیفرین

  - Original Song Score and Its Adaptation or Adaptation Score: در راه افتخار – Adaptation موسیقی فیلم اثر لئونارد روزنمن
    - باگزی مالون – Song Score and Adaptation موسیقی فیلم اثر پال ویلیامز
    - ستاره‌ای متولد شده است – Adaptation موسیقی فیلم اثر راجر کلوی
- پنجاهمین دوره جوایز اسکار
  - Original Score: جنگ ستارگان – جان ویلیامز
    - برخورد نزدیک از نوع سوم – جان ویلیامز
    - جولیا – ژرژ دلرو
    - رسالت – موریس ژار
    - جاسوسی که دوستم داشت – ماروین هملیش

  - Original Song Score and Its Adaptation or Adaptation Score: A Little Night Music  – Adaptation موسیقی فیلم اثر جاناتان تانیک
    - Pete's Dragon – Song موسیقی فیلم اثر ال کاشا و جوئل هرشهورن; Adaptation موسیقی فیلم اثر آروین کاستل
    - The Slipper and the Rose—The Story of Cinderella – Song موسیقی فیلم اثر ریچارد ام. شرمن و رابرت بی. شرمن; Adaptation موسیقی فیلم اثر Angela Morley
- پنجاه و یکمین دوره جوایز اسکار
  - Original Score: قطار سریع‌السیر نیمه‌شب – جورجو مورودر
    - پسران برزیل – جری گلدسمیت
    - روزهای بهشت – انیو موریکونه
    - بهشت می‌تواند صبر کند – دیو گروسین
    - سوپرمن – جان ویلیامز

  - Adaptation Score: داستان بادی هولی – جو رنزتی
    - Pretty Baby – جری وکسلر
    - The Wiz – کوئینسی جونز
- پنجاه و دومین دوره جوایز اسکار
  - Original Score: یک عاشقانه کوچک – ژرژ دلرو
    - وحشت در آمیتی‌ویل (فیلم ۱۹۷۹) – لالو شیفرین
    - قهرمان – دیو گروسین
    - پیشتازان فضا: فیلم – جری گلدسمیت
    - ۱۰ – هنری مانچینی

  - Original Song Score and Its Adaptation or Adaptation Score: اینطور چیزها – Adaptation موسیقی فیلم اثر رالف برنز
    - جدا شدن – Adaptation موسیقی فیلم اثر پاتریک ویلیامز
    - فیلم ماپت‌ها – Song موسیقی فیلم اثر پال ویلیامز و کنت آشر; Adaptation موسیقی فیلم اثر پال ویلیامز

## دهه ۱۹۸۰
- پنجاه و سومین دوره جوایز اسکار: شهرت (فیلم ۱۹۸۰) – مایکل گور
  - احوال دگرگون‌شده – جان کوریلیانو
  - مرد فیل‌نما – جان موریس
  - امپراتوری ضربه می‌زند – جان ویلیامز
  - تس – فیلیپ سارد
- ۱۹۸۱: ارابه‌های آتش – ونگلیس
  - Dragonslayer – الکس نورث
  - روی گلدن پاند – دیو گروسین
  - رگتایم – رندی نیومن
  - مهاجمان صندوق گمشده – جان ویلیامز
- ۱۹۸۲
  - Original Score: ای. تی. موجود فرازمینی – جان ویلیامز
    - گاندی – راوی شانکار; جرج فنتون
    - یک افسر و یک جنتل‌من – جک نیچه
    - پولترگایست – جری گلدسمیت
    - انتخاب سوفی – ماروین هملیش

  - Original Song Score and Adaptation Score: ویکتور ویکتوریا – Song موسیقی فیلم اثر هنری مانچینی، لسلی بریکوس Adaptation موسیقی فیلم اثر هنری مانچینی
    - آنی (فیلم ۱۹۸۲) – Adaptation موسیقی فیلم اثر رالف برنز
    - یکی از قلب – Song موسیقی فیلم اثر تام ویتس
- ۱۹۸۳
  - Original Score: مردان واقعی – بیل کانتی
    - کراس کریک – لئونارد روزنمن
    - بازگشت جدای – جان ویلیامز
    - شرایط مهرورزی – مایکل گور
    - زیر آتش – جری گلدسمیت

  - Original Song Score or Adaptation Score: ینتل – Song موسیقی فیلم اثر میشل لوگران، الن برگمن، الن برگمن
    - The Sting II – Adaptation موسیقی فیلم اثر لالو شیفرین
    - اماکن تجاری (فیلم) – Adaptation موسیقی فیلم اثر المر برنستاین
- ۱۹۸۴
  - Original Score: گذرگاهی به هند – موریس ژار
    - ایندیانا جونز و معبد مرگ – جان ویلیامز
    - طبیعت – رندی نیومن
    - رودخانه – جان ویلیامز
    - زیر آتشفشان – الکس نورث

  - Original Song Score: باران ارغوانی – پرینس
    - The Muppets Take Manhattan – Jeff Moss
    - ترانه‌سرا – کریس کریستوفرسون

Best Original Score
- ۱۹۸۵: خارج از آفریقا – جان بری
  - اگنس خدا – ژرژ دلرو
  - رنگ ارغوانی – کوئینسی جونز; Jeremy Lubbock; راد تمپرتون; Caiphus Semenya; آندره‌آ کروچ; Chris Boardman; خورخه کلندرلی; Joel Rosenbaum; فرد اشتاینر; Jack Hayes; Jerry Hey; Randy Kerber
  - سیلورادو (فیلم) – بروس بروتن
  - شاهد – موریس ژار
- ۱۹۸۶: نزدیک نیمه شب – هربی هنکاک
  - بیگانه‌ها – جیمز هورنر
  - هوزیرها – جری گلدسمیت
  - مأموریت – انیو موریکونه
  - پیشگامان فضا ۴: سفر به خانه – لئونارد روزنمن
- ۱۹۸۷: آخرین امپراتور – ریوئیچی ساکاموتو، دیوید برن، تسونگ سو
  - آزادی را فریاد کن – جرج فنتون; Jonas Gwangwa
  - امپراتوری خورشید – جان ویلیامز
  - تسخیرناپذیران – انیو موریکونه
  - جادوگران ایست‌ویک – جان ویلیامز
- 1988: جنگ میلاگرو بنفیلد – دیو گروسین
  - جهانگرد اتفاقی – جان ویلیامز
  - روابط خطرناک – جرج فنتون
  - گوریل‌ها در مه – موریس ژار
  - مرد بارانی – هانس زیمر
- ۱۹۸۹: پری دریایی کوچولو – آلن منکن
  - متولد چهارم ژوئیه – جان ویلیامز
  - بیکرهای شگفت‌انگیز – دیو گروسین
  - سرزمین رؤیاها – جیمز هورنر
  - ایندیانا جونز و آخرین جنگ صلیبی – جان ویلیامز

## دهه ۱۹۹۰
Note: From 1995 to 1998, songwriters and lyricists along with orchestral underscore composers were also eligible for nominations in the "Musical or Comedy Score" category.
| سال  | برنده آهنگ‌ساز | نامزدها |
| ---- | --- | --- |
| ۱۹۹۰ | رقصنده با گرگ‌ها – جان بری                                                                                              | - Avalon – رندی نیومن - Ghost – موریس ژار - Havana – دیو گروسین - Home Alone – جان ویلیامز |
| ۱۹۹۱ | دیو و دلبر – آلن منکن                                                                                                  | - باگزی – انیو موریکونه - فیشر کینگ – جرج فنتون - جی‌اف‌کی – جان ویلیامز - شاهزاده جزر و مد – جیمز نیوتن هاوارد |
| ۱۹۹۲ | علاءالدین – آلن منکن                                                                                                   | - غریزه اصلی – جری گلدسمیت - چاپلین – جان بری - هواردز اند – ریچارد رابینز - رودخانه‌ای از میان آن می‌گذرد – مارک ایشام |
| ۱۹۹۳ | فهرست شیندلر – جان ویلیامز                                                                                             | - عصر معصومیت – المر برنستاین - The Firm – دیو گروسین - فراری – جیمز نیوتن هاوارد - بازمانده روز – ریچارد رابینز |
| ۱۹۹۴ | شیرشاه – هانس زیمر | - فارست گامپ – آلن سیلوستری - Interview with the Vampire – الیوت گلدنتال - زنان کوچک – توماس نیومن - رستگاری در شائوشنک – توماس نیومن |
| ۱۹۹۵ | Dramatic Score: ایل پوستینو: پستچی (Il postino) – لوئیس باکالوو                                                        | - آپولو ۱۳ – جیمز هورنر - دلاور – جیمز هورنر - نیکسون – جان ویلیامز - عقل و احساس – پاتریک دویل |
| ۱۹۹۵ | Musical or Comedy Score: پوکاهانتس – موسیقی اثر آلن منکن; Lyrics by استفان شوارتز; Orchestral موسیقی فیلم اثر آلن منکن | - رئیس‌جمهور آمریکا (فیلم) – مارک شیمن - سابرینا – جان ویلیامز - داستان اسباب‌بازی – رندی نیومن - قهرمانان بی‌بندوبار – توماس نیومن |
| ۱۹۹۶ | Dramatic Score: بیمار انگلیسی – گابریل یارد                                                                            | - هملت – پاتریک دویل - مایکل کولین – الیوت گلدنتال - درخشیدن – دیوید هیرشفلدر - خفتگان – جان ویلیامز |
| ۱۹۹۶ | Musical or Comedy Score: اما – ریچل پورتمن                                                                             | - باشگاه همسران اول – مارک شیمن - گوژپشت نتردام – موسیقی اثر آلن منکن; Lyrics by استفان شوارتز; Orchestra موسیقی فیلم اثر آلن منکن - جیمز و هلوی غول‌پیکر – رندی نیومن - همسر واعظ – هانس زیمر                                               |
| ۱۹۹۷ | Dramatic Score: تایتانیک – جیمز هورنر                                                                                  | - آمیستاد – جان ویلیامز - ویل هانتینگ خوب – دنی الفمن - کوندان – فیلیپ گلس - محرمانه لس‌آنجلس – جری گلدسمیت |
| ۱۹۹۷ | Musical or Comedy Score: آخر همه‌چیز (فیلم) – آن دادلی                                                                  | - Anastasia – موسیقی اثر Stephen Flaherty; Lyrics by Lynn Ahrens; Orchestral موسیقی فیلم اثر دیوید نیومن - بهتر از این نمی‌شه – هانس زیمر - مردان سیاه‌پوش – دنی الفمن - عروسی بهترین دوست من – جیمز نیوتن هاوارد                             |
| ۱۹۹۸ | Dramatic Score: زندگی زیباست – نیکولا پیووانی                                                                          | - الیزابت – دیوید هیرشفلدر - Pleasantville – رندی نیومن - نجات سرباز رایان – جان ویلیامز - خط باریک سرخ – هانس زیمر |
| ۱۹۹۸ | Musical or Comedy Score: شکسپیر عاشق – استیون واربک                                                                    | - زندگی یک حشره – رندی نیومن - مولان – موسیقی اثر ماتیو وایلدر; Lyrics by دیوید زیپل; Orchestral موسیقی فیلم اثر جری گلدسمیت - پچ آدامز – مارک شیمن - شاهزاده مصر – Music and Lyrics by استفان شوارتز; Orchestral موسیقی فیلم اثر هانس زیمر |
| ۱۹۹۹ | ویولن سرخ – جان کوریلیانو                                                                                              | - زیبایی آمریکایی – توماس نیومن - خاکسترهای آنجلا – جان ویلیامز - قوانین خانه سایدر – ریچل پورتمن - آقای ریپلی بااستعداد – گابریل یارد |

## دهه ۲۰۰۰
| سال  | برنده آهنگ‌ساز                             | نامزدها |
| ---- | ----------------------------------------- | --- |
| ۲۰۰۰ | Crouching Tiger, Hidden Dragon – تان دان  | - شکلات – ریچل پورتمن - Gladiator – هانس زیمر - Malèna – انیو موریکونه - The Patriot – جان ویلیامز                                                                                        |
| ۲۰۰۱ | ارباب حلقه‌ها: یاران حلقه – هاوارد شور     | - A.I. : Artificial Intelligence – جان ویلیامز - A Beautiful Mind – جیمز هورنر - هری پاتر و سنگ جادو (موسیقی متن) – جان ویلیامز - شرکت هیولاها – رندی نیومن                               |
| ۲۰۰۲ | فریدا – الیوت گلدنتال                     | - Catch Me If You Can – جان ویلیامز - دور از بهشت – المر برنستاین - The Hours – فیلیپ گلس - Road to Perdition – توماس نیومن                                                               |
| ۲۰۰۳ | بازگشت پادشاه – هاوارد شور                | - Big Fish – دنی الفمن - Cold Mountain – گابریل یارد - در جستجوی نمو – توماس نیومن - House of Sand and Fog – جیمز هورنر                                                                   |
| ۲۰۰۴ | در جستجوی ناکجاآباد – Jan A. P. Kaczmarek | - هری پاتر و زندانی آزکابان (موسیقی متن) – جان ویلیامز - Lemony Snicket's A Series of Unfortunate Events – توماس نیومن - The Passion of the Christ – جان دبنی - روستا – جیمز نیوتن هاوارد |
| ۲۰۰۵ | کوهستان بروکبک – گوستاوو سانتائولایا      | - The Constant Gardener – آلبرتو ایگلسیاس - Memoirs of a Geisha – جان ویلیامز - مونیخ (فیلم) – جان ویلیامز - Pride & Prejudice – داریو ماریانلی                                           |
| ۲۰۰۶ | بابل – گوستاوو سانتائولایا                | - The Good German – توماس نیومن - Notes on a Scandal – فیلیپ گلس - هزارتوی پن – خاویر نابارته - ملکه – الکساندر دسپلا                                                                     |
| ۲۰۰۷ | کفاره – داریو ماریانلی                    | - ۱۰ به یوما – مارکو بلترامی - بادبادک‌باز – آلبرتو ایگلسیاس - Michael Clayton – جیمز نیوتن هاوارد - راتاتویی – مایکل جاکینو                                                               |
| ۲۰۰۸ | میلیونر زاغه‌نشین – ای. آر. رحمان          | - مورد عجیب بنجامین باتن – الکساندر دسپلا - دعوت به جنگ – جیمز نیوتن هاوارد - میلک – دنی الفمن - وال ای (موسیقی متن) – توماس نیومن                                                        |
| ۲۰۰۹ | بالا – مایکل جاکینو                       | - آواتار – جیمز هورنر - آقای فاکس شگفت‌انگیز – الکساندر دسپلا - مهلکه – مارکو بلترامی و Buck Sanders - شرلوک هولمز – هانس زیمر                                                             |

## دهه ۲۰۱۰
| سال                              | برنده آهنگ‌ساز                        | نامزدها |
| -------------------------------- | ------------------------------------ | --- |
| هشتاد و سومین دوره جوایز اسکار   | شبکه اجتماعی – ترنت رزنر، آتیکوس راس | - 127 Hours – ای. آر. رحمان - How to Train Your Dragon – جان پاول - Inception – هانس زیمر - سخنرانی پادشاه – الکساندر دسپلا                 |
| هشتاد و چهارمین دوره جوایز اسکار | آرتیست – لودویک بورس                 | - ماجراهای تن‌تن – جان ویلیامز - هوگو – هاوارد شور - بندزن خیاط سرباز جاسوس – آلبرتو ایگلسیاس - اسب جنگی – جان ویلیامز                       |
| هشتاد و پنجمین دوره جوایز اسکار  | زندگی پای – مایکل دانا               | - آنا کارنینا – داریو ماریانلی - آرگو – الکساندر دسپلا - لینکلن – جان ویلیامز - Skyfall – توماس نیومن                                       |
| هشتاد و ششمین دوره جوایز اسکار   | جاذبه – استیون پرایس                 | - کتاب‌دزد – جان ویلیامز - او – William Butler و اون پلت - فیلومنا – الکساندر دسپلا - نجات آقای بنکس – توماس نیومن                           |
| هشتاد و هفتمین دوره جوایز اسکار  | هتل بزرگ بوداپست – الکساندر دسپلا    | - بازی تقلید – الکساندر دسپلا - بین ستاره‌ای – هانس زیمر - آقای ترنر – گری یرشان - نظریه همه‌چیز – یوهان یوهانسون                             |
| هشتاد و هشتمین دوره جوایز اسکار  | هشت نفرت‌انگیز – انیو موریکونه        | - پل جاسوس‌ها – توماس نیومن - کارول – کارتر برول - سیکاریو – یوهان یوهانسون - جنگ ستارگان: نیرو برمی‌خیزد – جان ویلیامز                       |
| هشتاد و نهمین دوره جوایز اسکار   | لالالند – جاستین هورویتز             | - جکی (فیلم ۲۰۱۶) - Mica Levi - شیر - هائوشکا و داستین اوهالورن - مهتاب - نیکولاس بریتل - مسافران - توماس نیومن                             |
| نودمین دوره جوایز اسکار          | شکل آب - الکساندر دسپلا              | - دانکرک - هانس زیمر - رشته خیال - جانی گرینوود - جنگ ستارگان: آخرین جدای - جان ویلیامز - سه بیلبورد خارج از ابینگ، میزوری -کارتر برول      |
| نود و یکمین دوره جوایز اسکار     | پلنگ سیاه - لودویگ گورانسون          | - بلکککلنزمن - ترنس بلنچرد - اگر خیابان بیل می‌توانست حرف بزند - نیکولاس بریتل - جزیره سگ‌ها - الکساندر دسپلا - بازگشت مری پاپینز - مارک شیمن |
| نود و دومین دوره جوایز اسکار     | جوکر - هیلدور گودنادوتیر             | - زنان کوچک -الکساندر دسپلا - داستان ازدواج -رندی نیومن - ۱۹۱۷ - توماس نیومن - جنگ ستارگان: خیزش اسکای‌واکر - جان ویلیامز                    |